# Маріо Мауро
Маріо Вальтер Мауро (італ. Mario Walter Mauro; нар. 24 липня 1961, Сан-Джованні-Ротондо, Апулія, Італія) — університетський викладач історії, депутат Європарламенту (1999–2013), лідер фракції «Громадський вибір для Італії» в Сенаті (19 березня — 7 травня 2013), міністр оборони Італії (28 квітня 2013 — 22 лютого 2014).